# Темурян Леван Григорович
Леван (Леон, Лев) Григорович Темурян (нар. 12 січня 1908, Баку, Російська імперія — пом. 12 квітня 1942, Київ, Українська РСР, СРСР) — радянський боксер найлегшої вагової категорії, виступав за збірну СРСР у 1930-х роках. Чотириразовий чемпіон Радянського Союзу, заслужений майстер спорту СРСР (1937). Також відомий як тренер, нагороджений орденом « Знак Пошани». Чемпіон ІІІ Літньої Робочої Олімпіади в Антверпені (1937).

## Біографія
Леван Темурян народився 1908 року в Баку, працював слюсарем. Активно займатися боксом почав у двадцятирічному віці під керівництвом тренера Ісаака Фаєрмана, виступав у найлегшій вазі, за нестримне прагнення перемоги та гостру наступальну форму бойових дій на рингу отримав прізвисько «Маленький танк». У 1932 році переїхав до Москви і вступив до Вищої школи тренерів, де навчався протягом двох років у Аркадія Георгійовича Харлампієва.
Працював тренером-викладачем на кафедрі боксу Державного центрального ордена Леніна інституті фізичної культури (ДЦОЛІФК), водночас продовжуючи виступи на рингу.
Перший значний успіх прийшов до Темуряна 1935 року, коли він завоював золоту медаль на першості Радянського Союзу — згодом спортсмен утримував титул чемпіона протягом чотирьох років поспіль. У 1937 році взяв участь у заліку III міжнародної робочої олімпіади в Антверпені, вдало виступав у міжнародних зустрічах із боксерами з Данії, Норвегії та Франції. Усього за кар'єру провів 61 бій, зокрема 58 закінчив перемогою. За свої спортивні досягнення удостоєний звання «Заслужений майстер спорту», визнаний «Видатним боксером», нагороджений орденом «Знак Пошани».
Після початку німецько-радянської війни добровільно пішов на фронт, воював на посаді політрука стрілецької роти. За однією версією — загинув, піднімаючи роту в атаку 1942 року. За іншою версією, будучи тяжко пораненим, потрапив у полон. Під час перебування в німецькому таборі Левана Темуряна було страчено за участь у роботі підпільної бойової групи з підготовки повстання.